# Königliches Arsenal (Krakau)

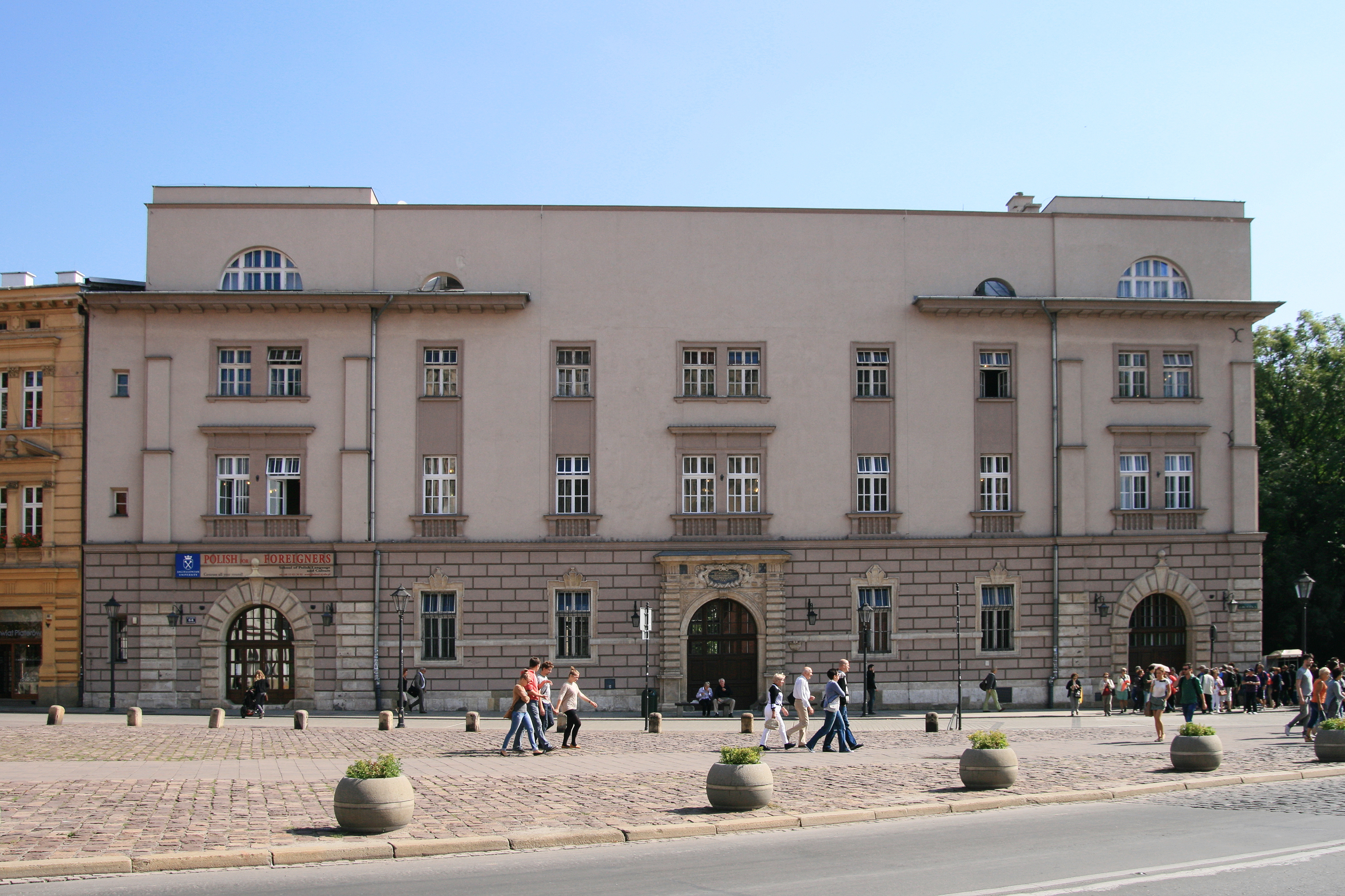
Von der Burgstraße

Das Königliche Arsenal (polnisch Arsenał Królewski) in Krakau (Woiwodschaft Kleinpolen) ist ein Renaissance-Gebäude am Südrand der Krakauer Altstadt.

## Lage und Beschreibung
Das Gebäude war Teil der Krakauer Stadtbefestigung an der Burgstraße. Im Osten befindet sich der Planty-Park.

## Geschichte
Das Königliche Arsenal wurde in der ersten Hälfte des 16. Jahrhunderts am Burgtor am Fuße des Wawel-Schlosses errichtet, um Waffen und Schießpulver für das königliche Heer zu verwahren. Die Bürgerschaft nutzte das später erbaute Stadtarsenal am Florianstor. 1643 ließ König Ladislaus IV. das Arsenal im Barockstil ausbauen, weshalb es auch Ladislaus-IV.-Arsenal genannt wird. Ende des 19. Jahrhunderts wurde das Gebäude umgebaut und seither von der Jagiellonen-Universität genutzt.